# Cugnot-Piedmont-Gletscher
Der Cugnot-Piedmont-Gletscher ist ein 24 km langer und zwischen 5 und 10 km breiter Vorlandgletscher im Norden des Grahamlands auf der Antarktischen Halbinsel. Er erstreckt sich auf der Trinity-Halbinsel vom Russell-East-Gletscher bis zur Eyrie Bay und wird landeinwärts durch das Louis-Philippe-Plateau begrenzt.
Vermessungen, die der Falkland Island Dependencies Survey zwischen 1960 und 1961 durchführte, dienten der Kartierung des Gletschers. Das UK Antarctic Place-Names Committee benannte ihn am 12. Februar 1964. Namensgeber ist der französische Ingenieur Nicholas Cugnot (1725–1804), der 1769 den ersten Dampfwagen baute.